# 三好甫
三好 甫（みよし はじめ、1932年8月27日 - 2001年11月17日）は、日本の計算科学・コンピュータ科学者。「FACOM230-75 APU」「NSシステム」「地球シミュレータ」と、長年にわたり最高性能のベクトル計算機による数値シミュレーションに多大な貢献をした。

## 概要
東京都中野区出身。早稲田大学第一理工学部数学科卒業後、科学技術庁に入省。その後、航空技術研究所に所属し、航空宇宙分野をはじめとする数値シミュレーション技術を先導する。シミュレーション技術が航空宇宙開発に不可欠である事を見抜き、非線形偏微分方程式の数値解析手法の研究を進める。この研究の成果として、数値流体力学を宇宙航空研究開発機構のコア技術の一つとなる基盤を作った。
数値シミュレーションで大規模計算を行う必要が生じたため、NSシステムの一連のスーパーコンピュータ導入を手がける。まず富士通と共同でFACOM230-75 APUを開発。この経験からスーパーコンピュータによるシミュレーション技術の有用性に確信を持ち、国内外の企業にスーパーコンピュータの開発を呼びかける。その後、FACOM VP-400を導入し、エンジン付きの全機形状に対する三次元粘性流のシミュレーションを世界で初めて実現。さらに世界初の分散主記憶型ベクトルスーパーコンピュータ数値風洞を導入。ピーク性能236GFLOPS、LINPACKの実効性能でも124.5GFLOPSを記録し、TOP500で1位となる。また、数値風洞の開発およびこれを用いた乱流シミュレーションに対し、1994年にゴードン・ベル賞の性能部門特別賞（Honorable Mention）を受賞。1995年に山形大学との共同研究で進めていた量子色力学（QCD）シミュレーション、1996年にはエンジン圧縮機の全周シミュレーションによりゴードン・ベル賞の性能部門賞を受賞。数値風洞はTOP500において、1993年11月から1995年11月まで、1994年6月を除いて4期にわたり1位にランクインした（1994年6月は2位）。
その後，より高速な計算機開発構想として「地球シミュレータ」の計算機開発に着手。大気大循環モデルを用いた、地球温暖化やエルニーニョ現象の解明には、理論性能40TFLOPS、主記憶10TBのスーパーコンピュータが必要と推測された。
ベクトルプロセッサで開発するという信念のもと、2002年2月に地球シミュレータは完成し、大気大循環モデルを実効性能26.6TFLOPSで実行できた（目標は5TFLOPSだった）。三好自身は完成を見る事無く、その2ヶ月半前に死去。
死後、海洋研究開発機構横浜研究所に、三好の功績を讃えて三好記念講堂が建設され、研究・広報活動などに広く使用されている。

## 経歴
- 1956年 早稲田大学第一理工学部数学科卒業
- 1958年6月15日 科学技術庁企画調整局業務課採用
- 1959年10月1日 航空技術研究所計測工務部計算研究室
- 1966年8月16日 航空宇宙技術研究所計測部計算第二研究室長
- 1972年5月1日	航空宇宙技術研究所計測部計算研究室長
- 1974年4月22日 航空宇宙技術研究所計算センター計算研究室長
- 1983年3月31日 航空宇宙技術研究所計算センター長
- 1987年5月21日 航空宇宙技術研究所数理解析部長
- 1992年2月20日 航空宇宙技術研究所科学研究官
- 1993年3月31日 航空宇宙技術研究所定年退官
- 1993年4月1日	財団法人材料科学技術振興財団参与
- 1995年4月1日	財団法人高度情報科学技術研究機構副理事長
- 1997年4月1日 動力炉・核燃料開発事業団客員研究員、宇宙開発事業団地球シミュレータ研究開発センター長
- 1998年4月1日 日本原子力研究所地球シミュレータ開発特別チームリーダー
- 2001年7月10日 海洋研究開発機構地球シミュレータセンター長
- 2001年11月17日 死去

## 受賞・受章
- 1979年5月19日 科学技術庁長官賞(20年勤続精励賞)
- 1989年4月17日 科学技術庁長官賞(科学技術功労者)
- 1989年5月19日 科学技術庁長官賞(30年勤続精励賞)
- 1994年11月17日 IEEE計算機部門ゴードン・ベル賞(性能部門)
- 2001年11月17日 勲三等瑞宝章